# Pelasgus epiroticus
Pelasgus epiroticus är en fiskart som först beskrevs av Steindachner, 1895.  Pelasgus epiroticus ingår i släktet Pelasgus och familjen karpfiskar. IUCN kategoriserar arten globalt som akut hotad. Inga underarter finns listade i Catalogue of Life.